# Alexandre-Étienne Choron
Alexandre-Étienne Choron (Caen, 21 ottobre 1772 – Parigi, 29 giugno 1834) è stato un musicologo e pedagogista francese, si può considerare uno dei pionieri transalpini nell'ambito della musicologia.

## Biografia
Studiò matematica al collège de Juilly, si interessò alle teorie di Jean-Philippe Rameau, seguì le lezioni di armonia svolte dall'abate Roze e da Bonesi, che lo introdussero alla musica italiana e ai testi scritti da Nicola Sala sulla fuga e sul contrappunto.
Successivamente entrò a far parte dell'Accademia delle Arti e nel 1811 ottenne incarichi da parte del ministero per riorganizzare l'ambito corale delle chiese.
Assunse, nel 1816, la direzione dell'orchestra all'Opéra di Parigi e fu tra i promotori della riapertura del Conservatorio parigino.
Nel 1817 istituì l'Institution royale de musique classique et religieuse. La sua importanza e la sua influenza furono indubbiamente notevoli presso i suoi contemporanei sia per le sue doti organizzative e il suo spirito d'iniziativa sia per la sua abilità nel lanciare artisti emergenti come Rosina Stoltz e riproporre antichi lavori corali inclusi quelli di Palestrina, Monteverdi, Bach ed Händel.
Durante il periodo rivoluzionario del 1830, le autorità abolirono i sussidi e le istituzioni artistiche rette da Choron attraversarono un periodo di difficoltà e solo dopo qualche anno vennero ripristinate.
Choron pubblicò numerosi libri di musicologia, gran parte dei quali sono conservati presso la Biblioteca nazionale di Francia.

## Opere principali
- 1804: Dictionnaire historique des musiciens
- 1808: Principes de composition des écoles d'Italie (basato sulle opere di N. Sala)
- 1810-11: Dictionnaire historique des musiciens, artistes et amateurs, morts ou vivants (con F. Fayolle)
- 1811: Méthode élémentaire de musique et de plain-chant
- 1813: Revisione ed espansione del saggio Traité général des voix et des instruments d'orchestre di L. Francoeur
- 1814-16: traduzione delle opere teoriche di Johann Georg Albrechtsberger e Francesco Azopardi
- 1817: Méthode concertante de musique à plusieurs parties
- 1820: Méthode concertante à 3 parties
- 1820: Méthode de chant
- 1836-39: Manuel complet de musique vocale et instrumentale, ou Encyclopédie musicale (con Fage)